# Patrick Hillery
Patrick John (Paddy) Hillery, Iers-Gaelisch: Pádraig Seán Ó hIrighile, (Spanish Point, 2 mei 1923 – Dublin, 12 april 2008) was een Ierse arts en politicus.

## Levensloop
Hillary studeerde in 1947 af in de medicijnen aan de Nationale Universiteit van Ierland, Dublin. Hij werd huisarts te Milltown Malbay en was onder meer lid van de nationale gezondheidsraad.
Als lid van de grote politieke partij Fianna Fáil kwam hij in 1951 in de Dáil Éireann terecht, het Ierse lagerhuis, waarin hij tot 1973 zou blijven.
Hij vervulde een drietal ministersposten: van 1959 tot 1965 die van Onderwijs, van 1965 tot 1966 die van industrie en Handel en van 1969 tot 1973 die van Buitenlandse Zaken. In zijn laatste ministeriële functie speelde hij een belangrijke rol in de onderhandelingen over de aansluiting van Ierland bij de Europese Economische Gemeenschap, de voorloper van de Europese Unie. Deze vond in 1973 plaats.
In datzelfde jaar werd hij Eurocommissaris, de eerste van Ierland. Als lid van de commissie-Ortoli vervulde hij drie jaar lang het ambt van vicevicevoorzitter en was hij belast met sociale zaken. In 1976 werd hij verkozen tot president van Ierland en in 1983 werd hij herkozen. Zijn presidentschap duurde tot 1990. Een bijzonderheid was dat hij bij beide verkiezingen geen tegenkandidaat had en zelfs min of meer tegen zijn zin president werd.
Patrick Hillery overleed op 84-jarige leeftijd.
- Biblioteca Nacional de España: XX1002175
- Bibliothèque nationale de France: cb12433151n (data)
- CiNii: DA03972202
- Gemeinsame Normdatei: 112651488
- International Standard Name Identifier: 0000 0000 8111 2629
- Library of Congress Control Number: n77003110
- National Archives and Records Administration: 10582429
- Nationale Bibliotheek van Israël: 987007339973705171
- Nederlandse Thesaurus van Auteursnamen: 072700823
- Parlement.com: vi2jm5x2hrzv
- Réseau des bibliothèques de Suisse occidentale: 02-A003372194
- SNAC: w6rw6qjr
- Système universitaire de documentation: 145469247
- Virtual International Authority File: 32088914
- WorldCat: E39PBJxCyc4PG446wGjCbbR9Xd

 Albert Borschette* ·  Guido Brunner ·  Claude Cheysson ·  Ralf Dahrendorf* ·  Jean-François Deniau* ·  Cesidio Guazzaroni ·  Finn Olav Gundelach ·  Wilhelm Haferkamp ·  Patrick Hillery ·  Pierre Lardinois ·  François-Xavier Ortoli ·  Carlo Scarascia-Mugnozza ·  Henri Simonet ·  Christopher Soames ·  Altiero Spinelli* ·  George Thomson ·  Raymond Vouel 
  * afgetreden 